# Sycacantha
Sycacantha is een geslacht van vlinders van de familie bladrollers (Tortricidae), uit de onderfamilie Olethreutinae.

## Soorten
- S. amphimorpha Diakonoff, 1973
- S. caryozona Diakonoff, 1973
- S. catharia Diakonoff, 1973
- S. cinerascens Diakonoff, 1973
- S. complicitana (Walker, 1863)
- S. concentra Diakonoff, 1973
- S. crocamicta Diakonoff, 1973
- S. choanantha Diakonoff, 1971
- S. diatoma Diakonoff, 1966
- S. dissita Diakonoff, 1973
- S. escharota (Meyrick, 1910)
- S. exedra (Turner, 1916)
- S. formosa Diakonoff, 1971
- S. hilarograpta (Meyrick, 1933)
- S. homichlodes Diakonoff, 1973
- S. incondita Diakonoff, 1973
- S. inodes (Meyrick, 1911)
- S. inopinata Diakonoff, 1973
- S. maior Diakonoff, 1973
- S. obtundana Kuznetsov, 1988
- S. occulta Diakonoff, 1973
- S. orphnogenes (Meyrick, 1939)
- S. ostracachtys Diakonoff, 1973
- S. penthrana (Bradley, 1965)
- S. platymolybdis (Meyrick, 1930)
- S. potamographa Diakonoff, 1968
- S. praeclara Diakonoff, 1973
- S. quadrata Diakonoff, 1973
- S. regionalis (Meyrick, 1934)
- S. rhodocroca Diakonoff, 1973
- S. rivulosa (Diakonoff, 1953)
- S. rotundata Diakonoff, 1983
- S. rufescens Diakonoff, 1973
- S. siamensis Diakonoff, 1971
- S. solemnis Diakonoff, 1973
- S. subiecta Diakonoff, 1973
- S. tapaenophyes Diakonoff, 1973
- S. thermographa Diakonoff, 1973
- S. tornophanes (Meyrick, 1930)
- S. versicolor Diakonoff, 1973